# Język kamunicki

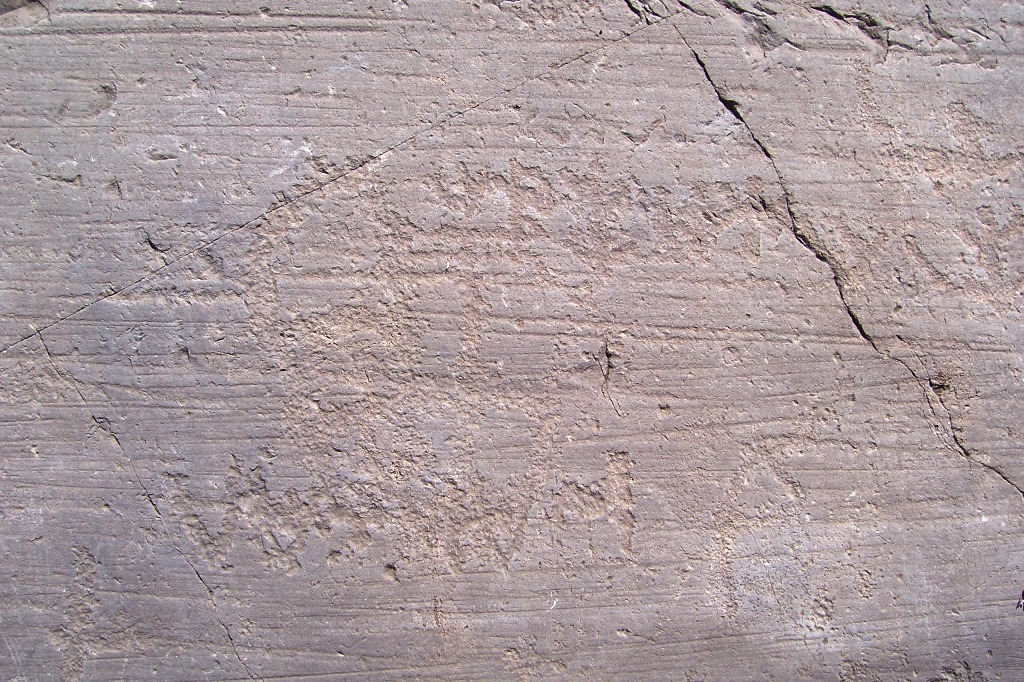
Inskrypcja z Foppe, Nadro

Język kamunicki – wymarły język, używany w starożytności w dolinie Val Camonica (północne Włochy) i okolicach, przez – wymienione w źródłach greckich i rzymskich – plemię Camunni. Zaświadczony przez ok. 200 krótkich inskrypcji, spisanych na kamieniach, za pomocą odmiany pisma etruskiego – tzw. alfabetu z Sondrio. Znaleziska datowane są na II poł. I tysiąclecia p.n.e. Wymarł najprawdopodobniej ok. I w. p.n.e., wskutek ekspansji łaciny. 
Nie ustalono dotychczas pochodzenia języka, choć – jako potencjalny krewniak retyckiego – mógł należeć do języków tyrreńskich. Kamunów, wymienia Strabon pośród plemion retyckich, co mogłoby potwierdzać tę tezę. Jednak Pliniusz Starszy, stwierdza, ze należeli do ludności euganejskiej, a więc autochtonów północnej Italii i południowych Alp. W inskrypcjach można znaleźć następujące tyrreńsko-kamunickie paralele: -alas (? etr. abl. -(a)ls, ret. abl. -alas), -s (? etr. gen. –s, ret. -s), -the (? etr. loc. –th, ret. loc. –(t/th)e), -un- (? etr. midd. –in-, ret. –un-), -ke (? etr. pret. act. –ce, ret. pret. act. –ke) itd. Póki, na podstawie analizy, nie zostaną potwierdzone podobieństwa w użyciu tych zrostków, język należy uważać za niezaklasyfikowany.
Miejscowe toponimy i stare słowa, charakterystyczne dla kamunickiego dialektu języka włoskiego grają ważną rolę w odtwarzaniu niektórych słów starego języka kamunickiego. Głównym problemem jest fakt, iż dialekt kamunicki stanowi raczej rodzinę podobnych do siebie dialektów, dzielących, co prawda, ze swymi sąsiadami wiele podobieństw, ale wyraźnie się od siebie odróżniających. Ciekawym przykładem jest język mieszkańców Prestine, w którym nie istnieje dźwięk r (nazwę samego Prestine wymawia się jako Pgesten).